# Hilfe, die Herdmanns kommen!
Hilfe, die Herdmanns kommen ist ein 1971 verfasstes Kinderbuch der US-amerikanischen Schriftstellerin Barbara Robinson und bildet den ersten Teil ihrer Herdmanns-Trilogie. Es erzählt die Geschichte der sechs Herdmanns – der schlimmsten Kinder im Block – und wie sie trotz ihrer unkonventionellen Lebensart den anderen Bewohnern der Stadt die wahre Bedeutung von Nächstenliebe und damit die „christlichen Werte“ anlässlich des Weihnachtsfestes verdeutlichen. In den USA ist das Buch unter dem Titel The Best Christmas Pageant Ever erschienen, in Australien, Neuseeland und dem Vereinigten Königreich trägt es den Titel The Worst Kids in the World.

## Handlung
Die Herdmann-Kinder sind nach Ansicht der Einwohner des amerikanischen Ortes, in dem die sechs Geschwister leben und zur Schule gehen, die „schlimmsten Kinder aller Zeiten“. Sie rauchen und klauen, drangsalieren andere Kinder und steckten auch schon mal einen alten Geräteschuppen in Brand. Ausgerechnet diese Kinder reißen in diesem Jahr alle Hauptrollen im alljährlichen Krippenspiel an sich, das ausnahmsweise von der Mutter der Ich-Erzählerin geleitet wird. Schon die Proben für das Krippenspiel sind spannend und aufschlussreich, weil die Herdmanns die Weihnachtsgeschichte noch nicht kennen und die Geschichte in den Zusammenhang ihrer Erfahrungswelt stellen.
Im Verlauf der Geschichte lernen die Bewohner der Stadt, die sich sozial weit über den Herdmanns stehend vermuten, dass die Herdmanns die weihnachtlichen Werte nach einigen Auseinandersetzungen durchaus verstehen und auf ihren Alltag konkret herunterzubrechen vermögen.
Das ganze mündet in einer Weihnachtsaufführung, bei der zwar aus Sicht der Regisseurin vieles schiefgeht, jedoch der Sinn von Weihnachten allen so klar wird, wie nie zuvor.

## Namen
Im englischen Original wird der Name Herdmanns mit einem „n“ geschrieben, also Herdmans.
Die Namen der Kinder lauten im Original: Imogene (Eugenia), Ralph (Ralf), Claude (Klaus), Lenny (Leopold), Ollie (Olli), und Gladys (Hedwig).

## Buchausgabe der Herdmanns-Trilogie
Es liegen folgende Ausgaben der Trilogie vor – den deutschen:
- The Best Christmas Pageant Ever. Harper & Row, New York NY 1972, ISBN 0-06-440275-4.

Hilfe, die Herdmanns kommen!. Deutsch von Nele Maar und Paul Maar. Oetinger, Hamburg 1974, ISBN 3-7891-1989-X.
Hilfe, die Herdmanns kommen!. Carlsen, Hamburg 2017, ISBN 978-3-8415-0434-0.
- The Worst Best School Year Ever. HarperCollins, New York NY 1994, ISBN 0-06-023039-8.

Vorsicht, die Herdmanns schon wieder. Deutsch von Kristina Kreuzer. Oetinger, Hamburg 2010, ISBN 978-3-7891-4617-6.
- The Worst Best Halloween Ever. HarperCollins, New York NY 2004, ISBN 0-06-027862-5.

Achtung, die Herdmanns sind zurück. Deutsch von Andreas Steinhöfel, Oetinger, Hamburg 2008, ISBN 978-3-7891-4614-5.
Die Bücher sind in deutscher Übersetzung auch in einer 352-seitigen Sammelausgabe erschienen:
- Immer diese Herdmanns. Deutsch von Nele Maar, Paul Maar, Kristina Kreuzer und Andreas Steinhöfel Illustrationen: Isabel Kreitz. Oetinger, Hamburg 2011. ISBN 978-3-7891-5870-4.

## Hörbücher/Hörspiele/Lesungen (Auswahl)
| Veröffentlichung                                               | Titel                                      | Art               | Verlag              | Regisseur_in   | Sprecher_in | ISBN-10    | ISBN-13        |
| -------------------------------------------------------------- | ------------------------------------------ | ----------------- | ------------------- | -------------- | --- | ---------- | -------------- |
| 2012                                                           | Hilfe, die Herdmanns kommen!               | Gekürzte Ausgabe  | Oetinger Media GmbH | k. A.          | Manfred Steffen                                                                                                 | -          | -              |
| 2013                                                           | Hilfe, die Herdmanns kommen! -das Hörspiel | Hörspiel          | Oetinger Media GmbH | Hans-Helge Ott | Alexander Maria Bamberger, Hans-Peter Korff, Christiane Leuchtmann, Gerd Baltus, Tom Kime-Rathje, Stephan Schad | 383730647X | 978-3837306477 |
| 2017                                                           | Hilfe, die Herdmanns kommen!               | Ungekürzte Lesung | Oetinger Media GmbH | Frank Gustavus | Gabrielle Pietermann                                                                                            | 3837310078 | 978-3837310078 |
| 2021 (... und schon viele Jahre davor jeweils am 24. Dezember) | Hilfe, Die Herdmanns kommen!               | Lesung            | NDR                 |                | Henning Venske                                                                                                  |            |                |

## Verfilmungen
1983 erschien eine US-amerikanische Fernsehverfilmung unter der Regie von George Schaefer, für die die Autorin selbst das Drehbuch schrieb.
Der Film erhielt in den Vereinigten Staaten überwiegend positive Kritik.